# München Barons
München Barons byl německý klub ledního hokeje, který sídlil v mnichovském městském obvodu Milbertshofen-Am Hart. Vlastníkem klubu byla americká firma Anschutz Entertainment Group. Založen byl v roce 1999. Zanikl v roce 2002 po přesunu do Hamburku. Největším úspěchem klubu bylo vítězství v nejvyšší soutěži v sezóně 1999/00. Po celou dobu své existence byl klub členem DEL (Deutsche Eishockey Liga). Klubové barvy byly modrá a bílá.
Své domácí zápasy odehrával v Olympia-Eissportzentrum s kapacitou 6 262 diváků.

## Přehled ligové účasti
Zdroj: 
- 1999–2002: Deutsche Eishockey Liga (1. ligová úroveň v Německu)

## Účast v mezinárodních pohárech
Zdroj: 
Legenda: SP - Spenglerův pohár, EHP - Evropský hokejový pohár, EHL - Evropská hokejová liga, SSix - Super six, IIHFSup - IIHF Superpohár, VC - Victoria Cup, HLMI - Hokejová liga mistrů IIHF, ET - European Trophy, HLM - Hokejová liga mistrů, KP - Kontinentální pohár
- KP 2000/2001 – Finálová skupina (4. místo)